# Podosilis
Podosilis es un género de escarabajos de la familia Chrysomelidae. En 1978 Wittmer describió el género. Esta es la lista de especies que lo componen:
- Podosilis afghana Wittmer, 1978
- Podosilis amplilobata Wittmer, 1997
- Podosilis annamita  (Pic 1928)
- Podosilis apicecarinata Wittmer, 1997
- Podosilis aureopilosa Wittmer, 1997
- Podosilis basiexcavata Wittmer, 1997
- Podosilis bicoloriceps Wittmer, 1997
- Podosilis binhana  (Pic 1923)
- Podosilis blaisei  (Pic, 1930)
- Podosilis brevis  Pic
- Podosilis circumcincta Wittmer, 1997
- Podosilis convexa Wittmer 1992
- Podosilis distenda Wittmer, 1997
- Podosilis donckieri  Pic
- Podosilis elongaticornis Wittmer, 1997
- Podosilis expansicollis Wittmer, 1997
- Podosilis fissangula  (Bourgeois 1890)
- Podosilis fukiena Wittmer, 1997
- Podosilis goaensis Wittmer, 1997
- Podosilis hamulata Wittmer, 1992
- Podosilis jeanvoinei  (Pic 1993)
- Podosilis jendeki Wittmer, 1997
- Podosilis jizushanensis Wittmer, 1997
- Podosilis kinabaluensis Wittmer, 1989
- Podosilis kubani Wittmer, 1997
- Podosilis langana  (Pic 1923)
- Podosilis laokaiensis  (Pic 1914)
- Podosilis laosensis  (Pic 1921)
- Podosilis lateristyla Wittmer, 1992
- Podosilis longeappendiculata  (Pic 1923)
- Podosilis longelobata  (Pic 1923)
- Podosilis madrasica Wittmer, 1997
- Podosilis malthinoides  Walker
- Podosilis medioexcavata Wittmer, 1997
- Podosilis minuteexcavata Wittmer, 1997
- Podosilis murzini Wittmer, 1997
- Podosilis nitidissima  (Pic 1922)
- Podosilis obscurissima  (Pic 1906)
- Podosilis omissa Wittmer
- Podosilis pallidiventris  (Fairmaire 1889)
- Podosilis postlobata  (Pic 1921)
- Podosilis profundoincisa Wittmer, 1997
- Podosilis robusticornis  (Pic 1907)
- Podosilis sichuana Wittmer, 1997
- Podosilis similis Wittmer, 1997
- Podosilis sinensis  (Pic 1906)
- Podosilis sublongispina  (Pic 1927)
- Podosilis tamdaoa Wittmer, 1997
- Podosilis thailandica Wittmer, 1997
- Podosilis vietnamensis Wittmer, 1997
- Podosilis yunnana Wittmer, 1997